# Casa-Palau dels Miró
La Casa-Palau dels Miró és una residència palatina de la família Miró, al carrer del Carme 5, al centre de la localitat del Forcall, que està catalogada com Bé Immoble de Rellevància Local, segons consta a la Direcció General de Patrimoni Artístic de la Generalitat Valenciana. Té com a codi identificador el 12.01.006-021. Es tracta d'un edifici residencial datat al segle xvi.
Es tracta de la casa familiar dels Miró, situada a un dels carrers de la població del Forcall, més allunyades del centre poblacional, on es troba els edificis més destacables com el Palau de les Escaletes, Antiga Casa Palau d'En Fort o Palau dels Osset, que al final es va conèixer com a palau Osset-Miró, en unir-se els patrimonis de les dues famílies per matrimonis diversos.

## Escut heràldic
L'escut heràldic del Palau dels Osset-Miró és al Forcall, comarca dels Ports, és un escut nobiliari situat a una de les façanes de la que va ser Palau dels Osset, que actualment es coneix com a casa Palau dels Osset-Miró, que està catalogat, per declaració genèrica com Bé d'Interès Cultural, encara que no presenta anotació ministerial. La identificació del monument es fa a través del codi 12.01.061-016.
L'escut està datat, com la resta de l'edifici al segle xvi, situant-se aquest al carrer dels Dolors, un dels carrers a les que dona la Casa-Palau que és una illa completa.